# Platypria chaetomys
Platypria chaetomys is een keversoort uit de familie bladkevers (Chrysomelidae). De wetenschappelijke naam van de soort werd in 1903 gepubliceerd door Raffaello Gestro.